# Savudrija
Savudrija är en ort i Kroatien.   Den ligger i länet Istrien, i den västra delen av landet, 200 km väster om huvudstaden Zagreb. Savudrija ligger 4 meter över havet och antalet invånare är 253.
Terrängen runt Savudrija är platt. Havet är nära Savudrija åt nordväst. Runt Savudrija är det ganska glesbefolkat, med 34 invånare per kvadratkilometer. Närmaste större samhälle är Umag, 7,8 km söder om Savudrija. Omgivningarna runt Savudrija är en mosaik av jordbruksmark och naturlig växtlighet.